# Jensen Interceptor
Der Jensen Interceptor ist ein Sportwagen der GT-Klasse, den der britische Automobilhersteller Jensen zwischen 1966 und 1976 baute. Die Bezeichnung Interceptor (Deutsch: Abfangjäger) hatte Jensen bereits 1950 für einen Vorgänger verwendet, der heute meist als „Early Interceptor“ bezeichnet wird. Der Interceptor bildete die Basis für den Jensen SP und für das allradgetriebene Modell Jensen FF.

## Entstehungsgeschichte
Jensen Motors war ein britisches Karosseriebauunternehmen, das in erster Linie Fahrzeugkarosserien für Großserienhersteller in Auftragsarbeit herstellte. Seit den 1950er-Jahren fertigte Jensen unter anderem den Austin Healey. Daneben entstanden bei Jensen in kleinem Umfang teure Sportwagen unter eigenem Namen, für die Jensen zumeist Großserientechnik verwendete. In den frühen 1960er-Jahren war dies vor allem der Jensen C-V8, ein Oberklasse-Coupé mit Antriebstechnik von Chrysler (sog. Hybride). Der C-V8 war nicht erfolgreich; ein wesentlicher Grund hierfür war die ungewöhnliche, von Jensens Designer Eric Neale gestaltete Karosserie, die von Beobachtern als veraltet, mitunter auch als hässlich wahrgenommen wurde.
1964 begannen Überlegungen für einen Nachfolger des C-V8, die schließlich in dem 1966 vorgestellten Interceptor mündeten. Der Entwicklung des Interceptor gingen erhebliche Kontroversen im Jensen-Management voraus, wobei sich einerseits Richard und Alan Jensen, die Gründer des Unternehmens, und andererseits die Manager der Norcros-Gruppe, zu der Jensen seit 1957 mehrheitlich gehörte, gegenüberstanden.

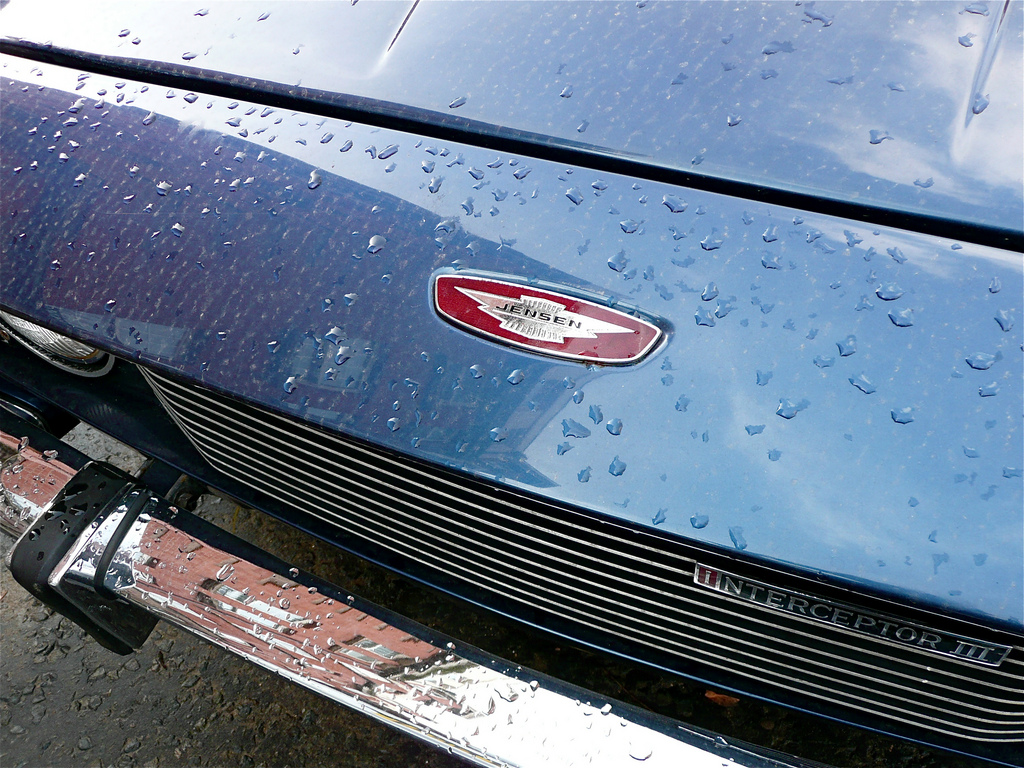
Jensens-Logo auf der Frontverkleidung eines Interceptor S3

Der Interceptor gilt als Kind von Kevin Beattie, einem in Südafrika geborenen Ingenieur, der seit 1960 für Jensen arbeitete und zwischenzeitlich zum Technischen Direktor aufgestiegen war. In seinem Auftrag konzipierte Eric Neale zunächst zusammen mit Richard Jensen den P66, einen zweitürigen Sportwagen, dessen Marktposition unterhalb der des C-V8 angesiedelt war. Dieses Konzept konnte sich nicht durchsetzen. Weder Beattie noch die Manager der Norcros-Gruppe hielten den P66 für geeignet, die Zukunft der Marke zu sichern. Norcros hielt den Wagen für zu klein, und Beattie missfiel unter anderem die nach seiner Ansicht zu traditionell gestaltete Karosserie des Wagens. Stattdessen entschied sich das Norcros-Management dafür, einen unmittelbaren, d. h. im gleichen Marktsegment positionierten Nachfolger des C-V8 zu entwickeln, der ähnlich wie die Konkurrenzmodelle von Aston Martin und Gordon-Keeble eine in Italien entworfene Karosserie aufweisen sollte.
Beattie beauftragte die Mailänder Carrozzeria Touring mit einem Entwurf; parallel dazu wurden auch deren Turiner Konkurrenten Vignale und Ghia um Vorschläge gebeten. Letztlich fand der Touring-Entwurf die Zustimmung von Norcros. Richard und Alan Jensen, die Gründer des Unternehmens, sowie der langjährige Designchef Eric Neale lehnten Beatties Konzept im Allgemeinen und den Touring-Entwurf im Besonderen dagegen ab. Als sich Norcros für die Produktion des Touring-Modells entschied, verließen die Jensen-Brüder sowie Neale das Unternehmen im Streit.
Der Prototyp wurde bei Vignale gefertigt. Seine Premiere erlebte das Auto auf der Earls Court Motor Show im Oktober 1966.
Der Jensen Interceptor blieb 11 Jahre lang in Produktion. In dieser Zeit entstanden etwa 7.200 Fahrzeuge in drei Baureihen. Während der Produktionszeit durchlebte das Unternehmen erhebliche wirtschaftliche Turbulenzen, die vor allem durch den ersatzlosen Wegfall des Produktionsauftrags für den Austin Healey ausgelöst wurden. Zu Beginn der 1970er-Jahre kam es zu einem Eigentümerwechsel; Jensen wurde von dem US-amerikanischen Unternehmer Kjell Qvale übernommen, der die Interceptor-Produktion fortsetzte, ohne die Entwicklung eines Nachfolgers in die Wege zu leiten. Als Folge der Ersten Ölkrise kam es 1975 zur Insolvenz, woraufhin Jensen die Produktion von Automobilen einstellte. Ein Nachfolgeunternehmen namens Jensen Parts and Service übernahm die Ersatzteilversorgung und den Service für existierende Fahrzeuge und stellte in den späten 1980er-Jahren auch einige Neufahrzeuge her.

## Aufbau und Technik

### Karosserie

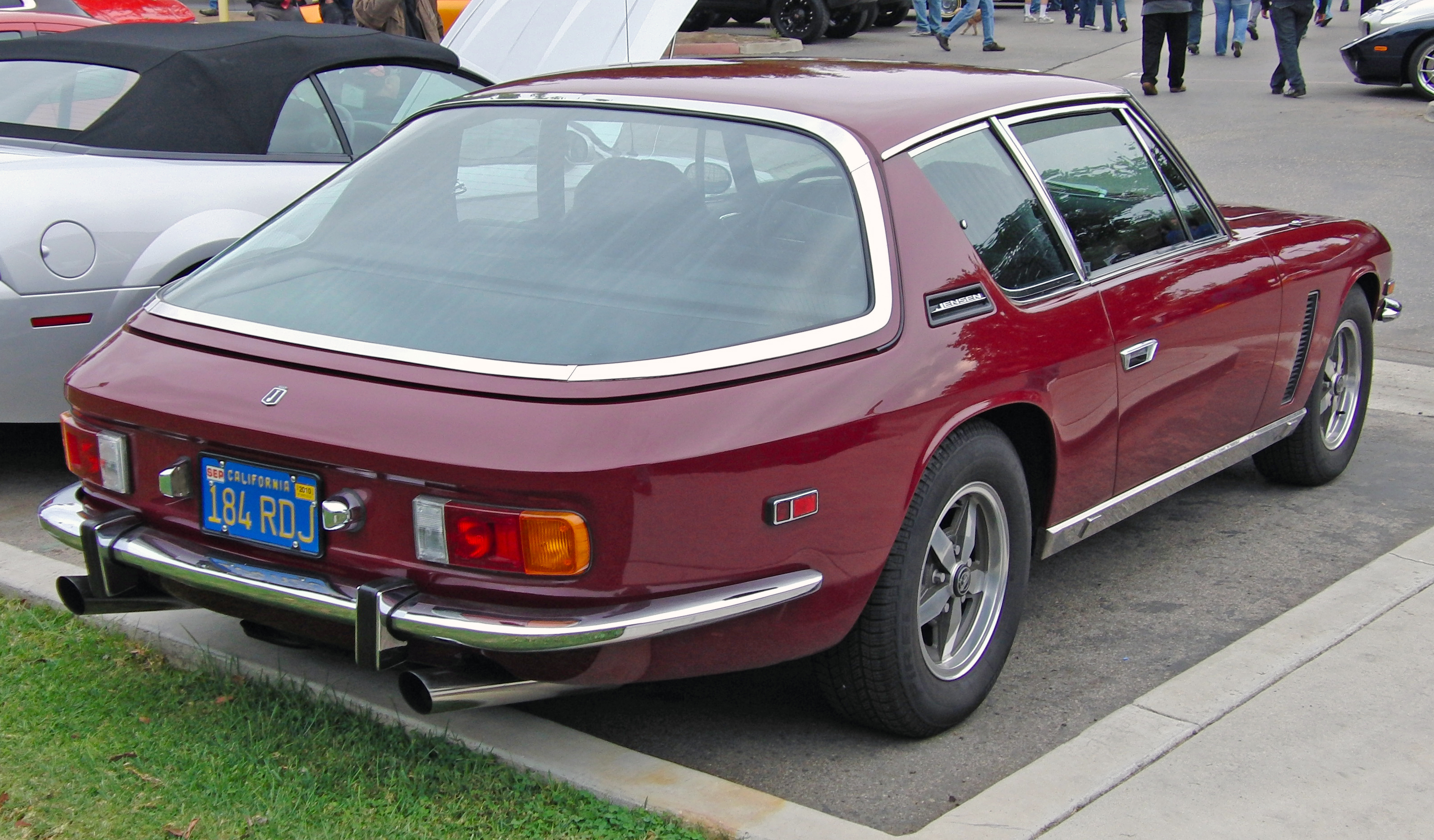
„Goldfish Bowl“: Panoramascheibe als Heckklappe

Die Karosserie des Interceptor hatte weder äußerlich noch technisch Ähnlichkeit mit dem C-V8. Während der Aufbau des C-V8 und seines Vorgängers 541 aus glasfaserverstärktem Kunststoff gefertigt war, bestand die Karosserie des Interceptor aus Stahl.
Der Interceptor entstand in drei Karosserieversionen. Die Basis- und mit Abstand am häufigsten produzierte Version war ein als Saloon bezeichneter geschlossener Zweitürer mit Fließheck, dessen herausragendes Gestaltungsmerkmal eine große Panorama-Heckscheibe war, die zugleich als Heckklappe diente. Im englischen Sprachraum wird sie vielfach als „goldfish bowl“ bezeichnet, in deutschsprachigen Beschreibungen ist gelegentlich von einem Bootsheck die Rede. Von diesem Modell wurde 1974 ein zweitüriges Cabriolet und schließlich ein zweitüriges Stufenheckcoupé abgeleitet. Der Saloon entstand in drei Baureihen, die sich technisch und optisch voneinander unterschieden; Cabriolet und Coupé wurden ausschließlich in der Konfiguration der dritten Serie gefertigt.
Um die Urheberschaft des Touring-Entwurfs entwickelte sich eine Kontroverse. Der Schweizer Jensen-Importeur und spätere Sportwagenhersteller Peter Monteverdi (Automobile Monteverdi) behauptete bis in die 1970er-Jahre hinein, er habe für Touring die Karosserie des Interceptor entworfen. Monteverdi strengte schließlich in Großbritannien einen Rechtsstreit an, der aber erfolglos blieb.
Anstelle der Carrozzeria Touring, die wirtschaftlich stark angeschlagen war und Ende 1966 aufgelöst wurde, erhielt Vignale den Auftrag zur Fertigung des Prototyps. Bei Vignale entstanden auch die ersten 50 Serienkarosserien. Ab 1967 aber fertigte Jensen in seinem Werk in West Bromwich die kompletten Fahrzeuge selbst.

### Chassis und Antriebstechnik

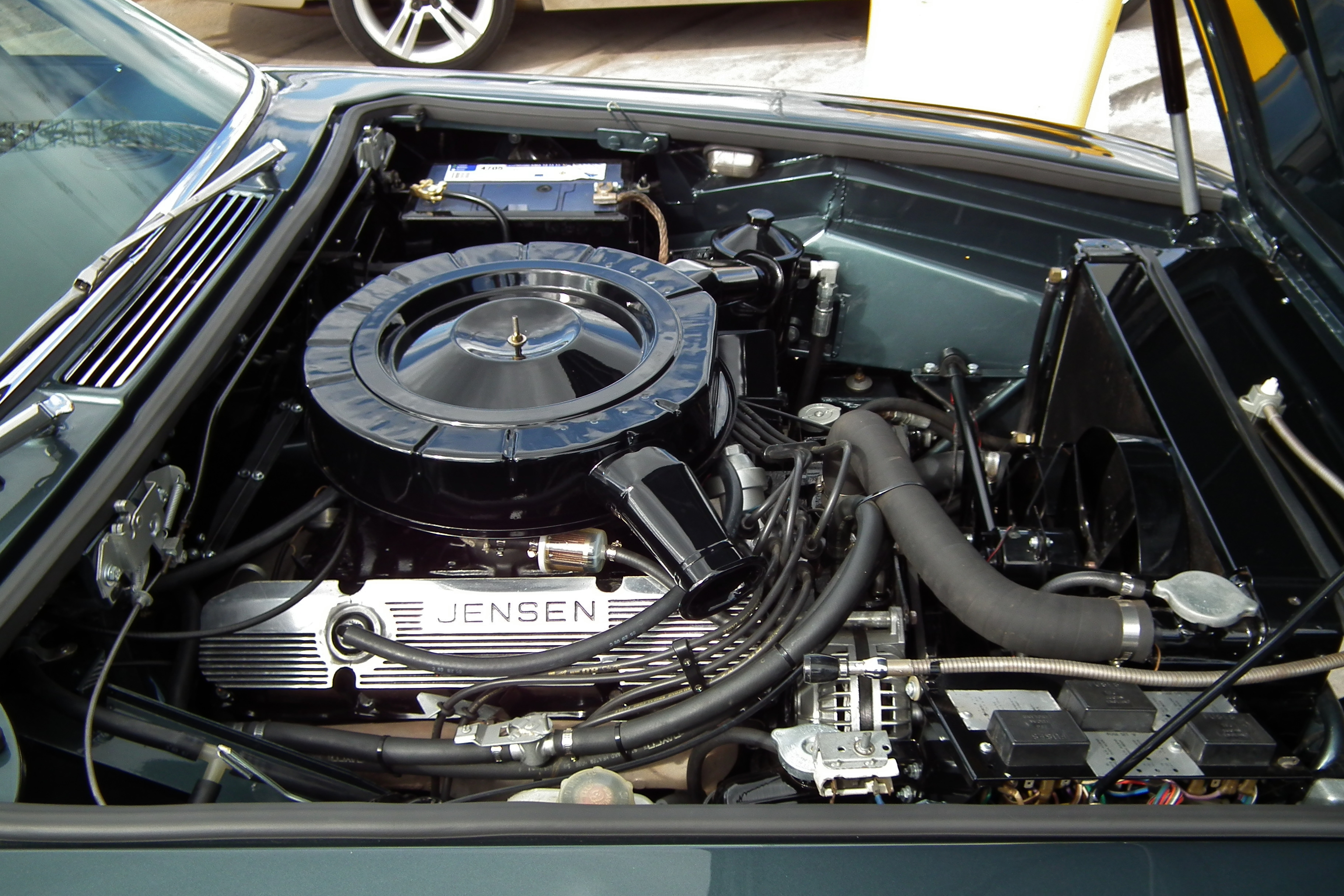
Chrysler R383 V8 (6,3 Liter Hubraum) im Interceptor Saloon Serie 2

Jensen übernahm für den Interceptor von dessen Vorgänger das Rohrrahmenchassis, das maßgeblich von Kevin Beattie konstruiert worden war, sowie die Grundzüge der Aufhängung. Wie dort waren die Vorderräder einzeln an Doppelquerlenkern mit Schraubenfedern aufgehängt, hinten verwendete Jensen eine Starrachse mit Blattfedern und Panhardstab.
Als Antrieb diente wie im Vorgängermodell ein Achtzylindermotor, den Jensen von Chrysler bezog. Es handelte sich um sogenannte Big-Block-Motoren. Anfänglich nutzte Jensen eine 6,3 Liter (383 Kubikzoll) große Version der Baureihe B. Nachdem Chrysler die Produktion dieses bereits 1958 eingeführten Motors im Herbst 1971 eingestellt hatte, wechselte Jensen auf einen 7,2 Liter (440 Kubikzoll) großen Achtzylinder der Baureihe RB. Vergleichbare Motoren wurden auch von Jensens Konkurrenten Bristol und Monteverdi verwendet. Die vierte Serie des Interceptor, die ab 1983 von einem Nachfolgeunternehmen in geringen Stückzahlen gefertigt wurde, hatte einen kleineren Achtzylindermotor mit 5,9 Litern Hubraum.
Die Kraft übertrug ein automatisches Dreiganggetriebe von Chrysler (Typ Torque Flite). Für die Saloons der ersten Serie war anfänglich auch ein voll synchronisiertes manuell geschaltetes Vierganggetriebe verfügbar, das allerdings nur 23 mal geordert wurde.

## Karosserievarianten

### Saloon (GT)
Die erste und mit Abstand am häufigsten verkaufte Version des Interceptor ist der geschlossene Zweitürer, der im englischen Sprachgebrauch zumeist als Saloon bezeichnet wird. Von 1966 bis Anfang 1974 war er die einzige Version. In der insgesamt elfjährigen Bauzeit gab es drei Serien (Mark 1, 2 und 3), wobei die dritte Serie nochmals unterteilt wird. Die Baureihe erfuhr im Laufe der Zeit zahlreiche Detailänderungen, die sich sowohl auf die Antriebstechnik als auch die Karosseriegestaltung und den Innenraum bezogen.

#### Interceptor Mk. 1

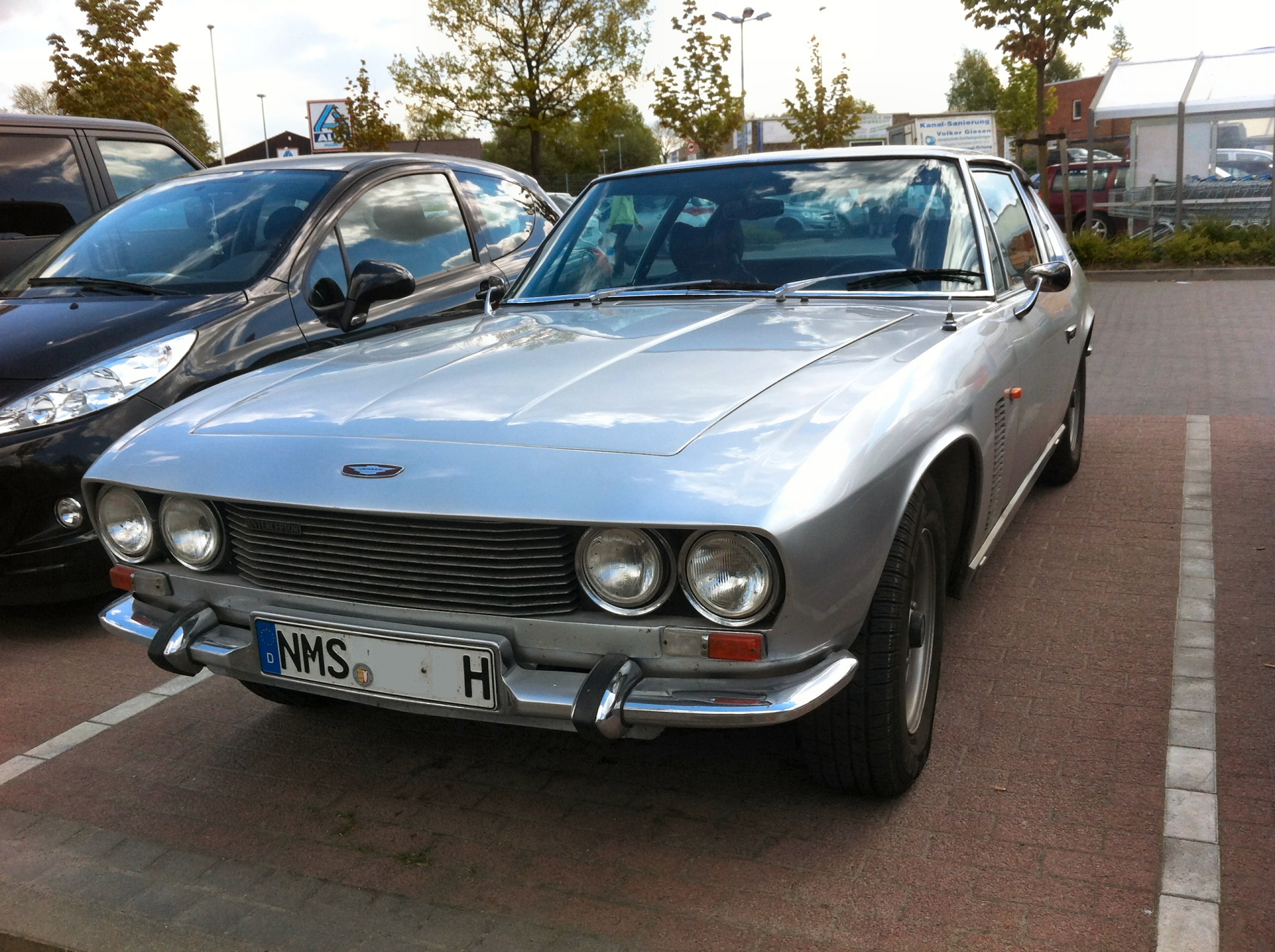
Tief angebrachte Stoßstangen: Frontpartie des Jensen Interceptor Mk. 1

Für die Modelle der ersten Serie verwendete Jensen wie bereits im Vorgänger C-V8 einen 6,3 Liter großen Achtzylindermotor von Chrysler. Er leistete 325 PS (239 kW). Als Kraftübertragung diente serienmäßig ein ebenfalls von Chrysler gebautes dreistufiges Automatikgetriebe vom Typ TorqueFlite; 23 Fahrzeuge wurden abweichend davon auf Kundenwunsch mit einem manuell geschalteten Vierganggetriebe ausgestattet. Die Fahrzeuge der ersten Serie waren noch nicht mit Servolenkung ausgerüstet. Äußerlich ist die erste Serie an schmalen, tief liegenden Stoßstangen zu erkennen; die vorderen Blinker waren über der Stoßstange installiert.

#### Interceptor Mk. 2

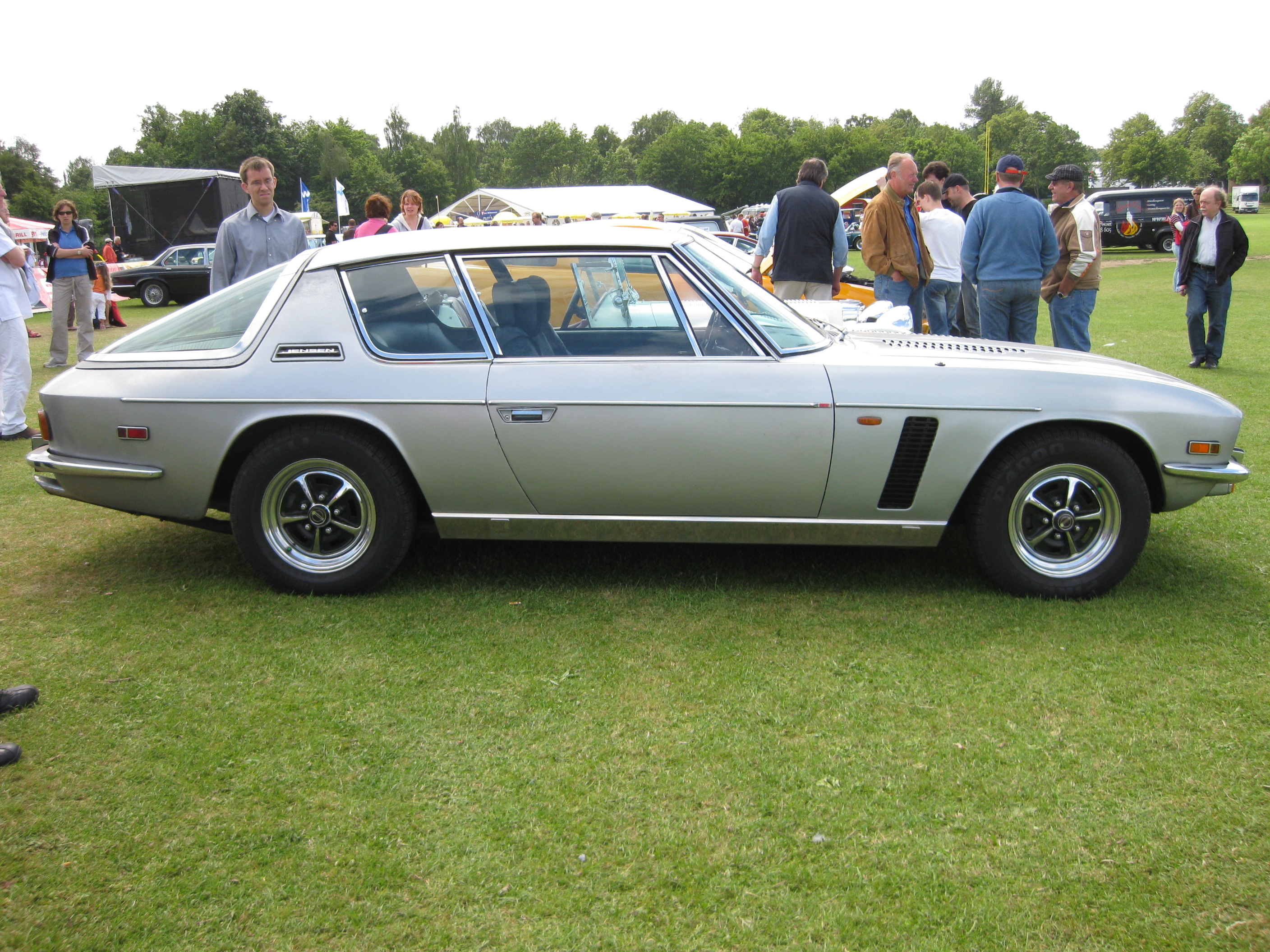
Jensen Interceptor Mk. 2

Die zweite, im Oktober 1969 eingeführte Serie erhielt im Hinblick auf amerikanische Sicherheitsbestimmungen höher angesetzte Stoßstangen; die vorderen Blinker befanden sich nun unterhalb der Stoßstange. Der Kühlergrill wurde ebenso überarbeitet wie das Armaturenbrett. Der Motor blieb dagegen unverändert.

#### Interceptor Mk. 3
Ab Oktober 1971 wurde die dritte Serie des Interceptor produziert. Die Karosserie entsprach weitgehend dem Mk. 2; der Wagen erhielt jedoch serienmäßig Leichtmetallräder sowie eine geänderte Innenausstattung. Ab November 1971 ersetzte Jensen zudem den 6,3 Liter großen Motor durch einen Achtzylindermotor mit 7,2 Liter Hubraum, der weiterhin von Chrysler bezogen wurde. Fahrzeuge mit Rechtslenkung erhielten noch bis Mai 1972 den Motor des Vorgängermodells. Grund für den Wechsel war die durch die amerikanischen Abgasgesetze verringerte Leistung der Motoren. Immer striktere Gesetze erforderten eine niedrigere Verdichtung, was zu einem erheblichen Leistungsverlust führte. Um dies ansatzweise auszugleichen, war Jensen wie andere Kunden Chryslers gezwungen, Motoren mit größerem Hubraum zu verwenden. Doch auch mit dem 7,2-Liter-Motor, der 285 PS (210 kW) lieferte, war der Mk. 3 weniger sportlich als die frühen Mk.-1-Modelle, denn die größeren Motoren waren schwerer und schränkten die Handlichkeit der Fahrzeuge ein.

### Convertible (Cabriolet)

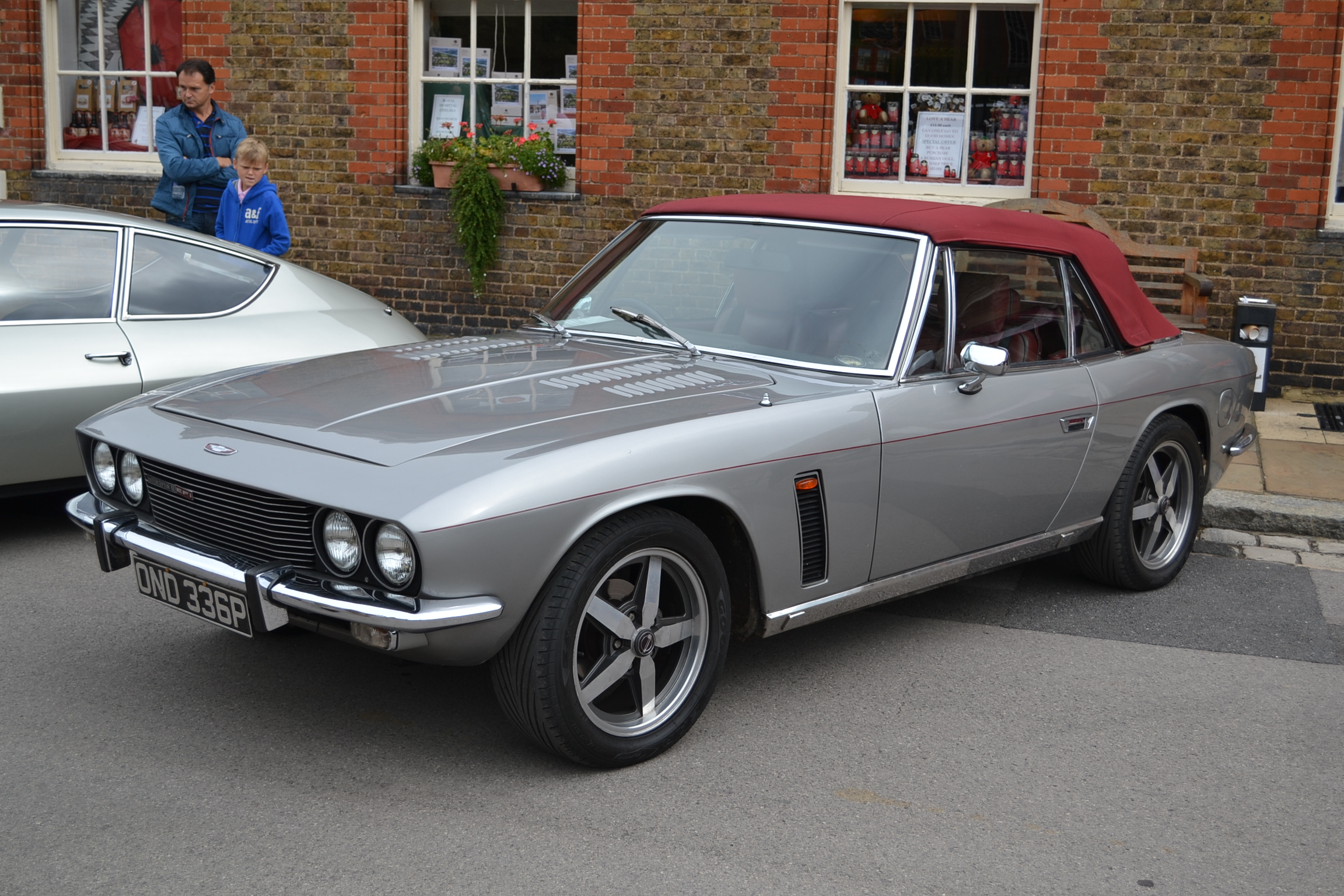
Jensen Interceptor Convertible

Insbesondere mit Blick auf den US-amerikanischen Absatzmarkt und den dortigen Erfolg des Rolls-Royce Corniche Convertible stellte Jensen 1974 eine Cabriolet-Version des Interceptor vor. Dabei arbeitete das Unternehmen gegen den Trend. Die allgemeine Erwartung in der Automobilbranche war, dass amerikanische Sicherheitsbestimmungen in absehbarer Zeit die Zulassung von Vollcabriolets verhindern würden. Daher nahmen die meisten amerikanischen Hersteller bis Mitte der 1970er-Jahre ihre Cabriolet-Modelle aus dem Programm. Tatsächlich wurde eine solche Regelung nie erlassen.
Der Interceptor Convertible entsprach technisch dem Saloon Mk. 3. Das Chassis des Saloon wurde nur an wenigen Stellen – insbesondere am Rahmen der Windschutzscheibe und an den hinteren Radausschnitten – verstärkt; abgesehen davon blieb es unverändert. Das Stoffdach wurde mittels einer Hydraulik auf- und zugeklappt; der Prozess funktionierte nur bei stehendem Fahrzeug.
Das Cabriolet gilt als besonders elegant und gehört heute zu den gesuchten, aber auch teuersten Modellen der Marke. Anders als der Saloon wurde das Cabriolet mit seinem Zuschnitt auf den amerikanischen Markt vor allem als Linkslenker verkauft.
Bei seiner Vorstellung 1974 kostete das Cabriolet 9.863 £, etwas mehr als die Hälfte eines Rolls-Royce Corniche Cabriolets. Ein vergleichbares Preisniveau wie der Interceptor erreichte der zeitgleich vorgestellte Bristol 412, der allerdings in deutlich geringeren Stückzahlen gefertigt wurde.
Bis 1976 entstanden je nach Quelle 467 oder 508 Exemplare, die überwiegend in den USA abgesetzt wurden.

### Coupé

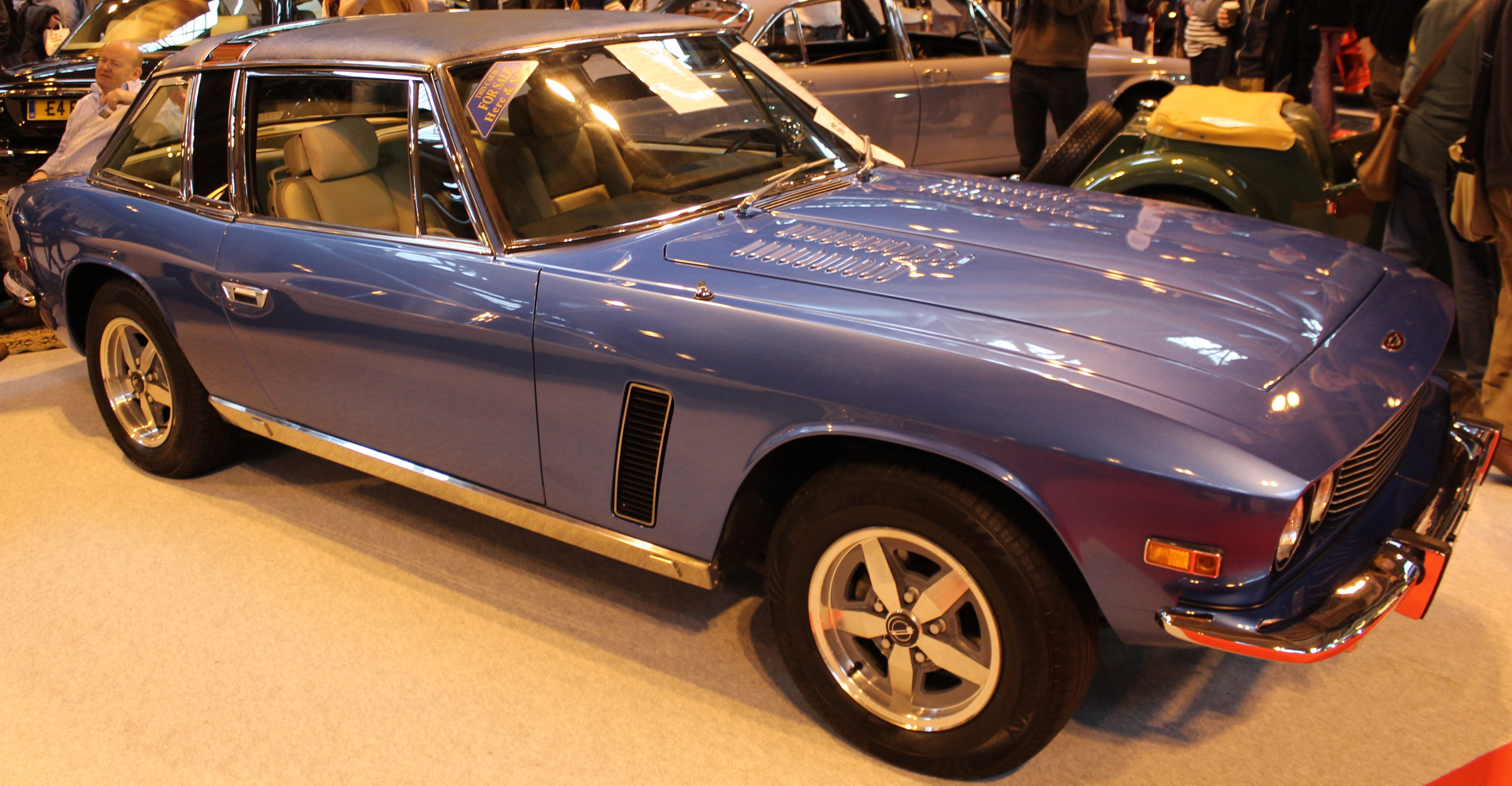
Jensen Interceptor Coupé

Die seltenste Version des Interceptor ist das Coupé, das im Oktober 1975, also kurz vor der Insolvenz des Unternehmens, auf der Earls Court Motorshow in London vorgestellt wurde. Anders als der Saloon wies das Coupé ein Stufenheck auf. Es basierte auf der Rohkarosserie des Interceptor Convertible, erhielt jedoch anstelle des Verdecks ein Hardtop. Die Fertigung des Hardtops erfolgte nicht bei Jensen selbst, sondern bei dem britischen Kleinstserienhersteller Panther Westwinds.
Aus drei unterschiedlichen von Panther erstellten Prototypen wurde für die Serienproduktion ein Hardtop ausgewählt, das hinter den Türen mit einem Fenster aus getöntem Polymethylmethacrylat (Plexiglas) ausgestattet war. Das Fenster zog sich wie ein Überrollbügel auch durch das sonst mit Kunstleder bezogene Dach. Die Heckscheibe entsprach der des Jaguar XJ-C, die verchromten „Coupé“-Schriftzüge an den hinteren Kotflügeln wurden vom Morris Marina übernommen. Bis zum endgültigen Produktionsstopp im Jahr 1976 verließen 46, nach anderen Quellen 47 oder 54 Fahrzeuge das Werk in West Bromwich, von denen heute noch etwa 40 existieren.

## Verwandte Modelle

### Jensen FF
Der Jensen FF war der erste Serien-Pkw mit Allradantrieb und einem mechanischen Antiblockiersystem (ABS). Formal war der FF kein Interceptor, sondern eine eigene Baureihe. Der Allradantrieb benötigte mehr Platz, sodass der gesamte Vorbau verlängert werden musste. Auch wenn der FF einem Interceptor recht ähnlich sieht, so ist er an der geänderten Frontpartie mit doppelten seitlichen Lüftungsschlitzen gut zu erkennen. Gebaut wurde er bis 1971.

### Jensen SP

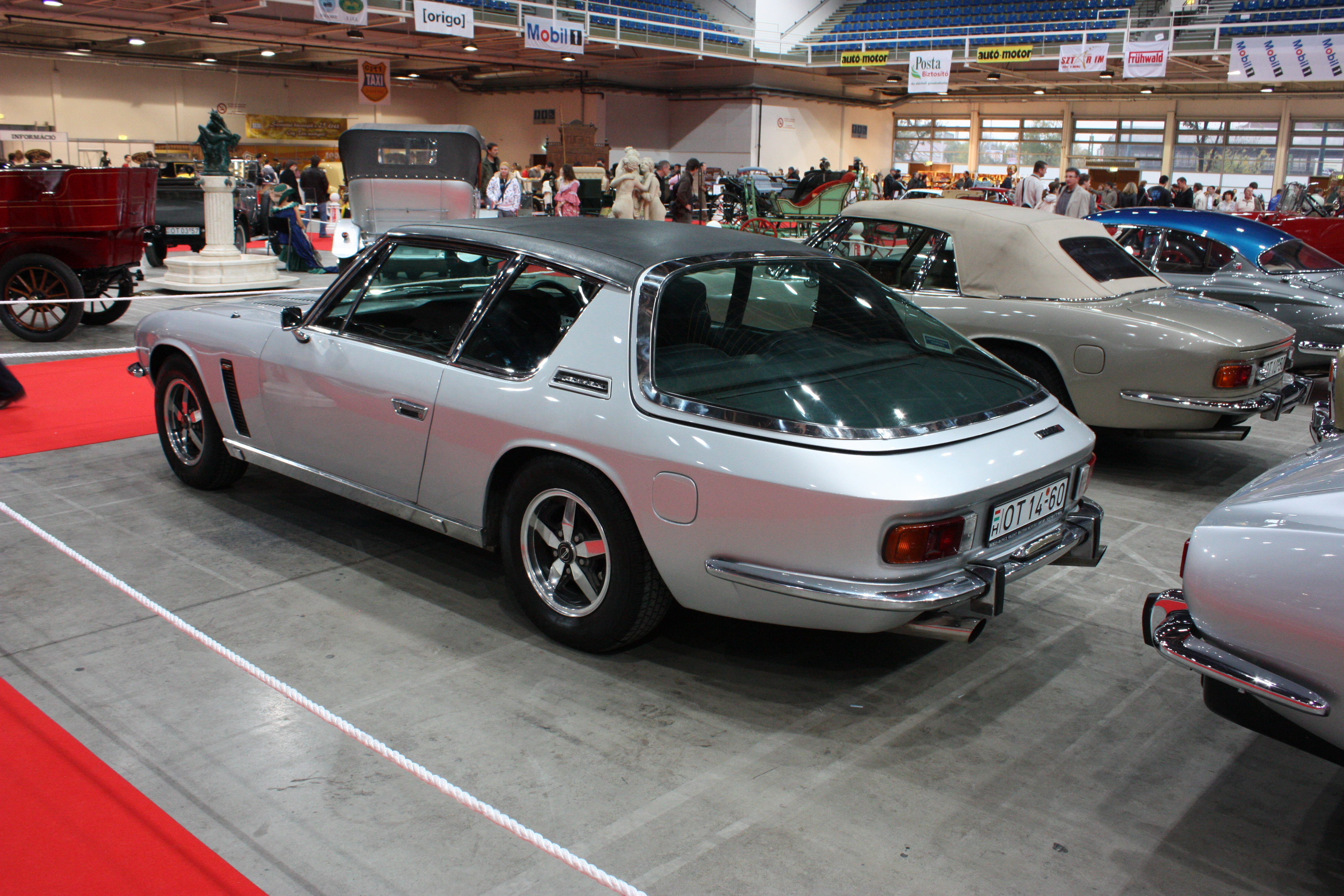
Serienmäßig mit Vinyldach: Jensen SP

Als Nachfolger des FF wurde 1971 der Jensen SP vorgestellt. Die Bezeichnung SP stand für „Six Pack“; sie bezog sich auf die Vergaserkombination.
Äußerlich und technisch entsprach der SP vollständig dem Interceptor Mk. 3. Der wesentliche Unterschied bestand in einer deutlich leistungsstärkeren Motorisierung. Für den SP nutzte Jensen einen 7,2 Liter großen Achtzylindermotor, der mit drei Doppelvergasern von Holley ausgestattet war. Die Leistung wurde mit 385 PS (brutto) bzw. 330 PS (netto) angegeben, das maximale Drehmoment betrug 556 Nm und fiel bei 3.600 Umdrehungen pro Minute an. Das Auto war leistungsstark, hatte aber einen sehr hohen Verbrauch, der je nach Quelle im Durchschnitt bei 28 oder 35 Litern auf 100 km lag. Außerdem war das Auto sehr wartungsintensiv; die Vergaser mussten durchschnittlich einmal im Monat (oder alle 500 km) neu eingestellt werden. Der sehr teure SP konnte, da er die amerikanischen Abgasgesetze nicht erfüllte, nicht in die Vereinigten Staaten exportiert werden, sodass er in erster Linie dem britischen Markt vorbehalten blieb. Bis 1973 entstanden 232 Exemplare, die zumeist Rechtslenkung hatten.

## Die Produktion
Unter Berücksichtigung von Vorserienfahrzeugen sowie Fahrzeugen vom Typ SP wurden insgesamt 6640 Einheiten hergestellt.
| Aufbau      | Interceptor Mk.1 1966–1969 | Interceptor Mk.2 1969–1971 | Interceptor Mk.3 1971–1976 | SP 1971–1972 |
| Saloon      | 1024                       | 1128                       | 3701                       | 232          |
| Convertible | –                          | –                          | 509                        | –            |
| Coupé       | –                          | –                          | 46                         | –            |

## Interceptor IV
Jensen Parts and Service, ein Nachfolger von Jensen Motors, produzierte von 1984 bis 1993 eine zweistellige Zahl weiterer Interceptor-Fahrzeuge, die als Interceptor Mark IV bezeichnet wurden und von einem 5,9 Liter großen Chrysler-Achtzylinder angetrieben wurden.

## Interceptor S/R
2007 stellte der Kleinserienhersteller V Eight Ltd in Zusammenarbeit mit dem auf Jensen spezialisierten Restaurierungsbetrieb Cropredy Bridge Garage eine überarbeitete Version des Interceptors mit der Modellbezeichnung Interceptor S vor. Die Fahrzeuge wurden auf Basis originaler Karosserien mit modernen Fertigungsverfahren unter Verwendung neuer Bauteile neu aufgebaut. Außer einem modernen V8-Motor mit 305 kW von General Motors wurden andere Bremsen, 17-Zoll-Räder sowie ein modifiziertes Fahrwerk mit einzeln aufgehängten Hinterrädern verwendet, um Fahrleistungen und Fahrverhalten zu verbessern. Bis auf eine geänderte Frontschürze entsprach das Design weitgehend den originalen Fahrzeugen.
Ein von V Eight Ltd angekündigtes neues Fahrzeug mit der Modellbezeichnung Interceptor SX wurde nie fertiggestellt, das Unternehmen meldete Insolvenz an. Die im Jahr 2010 gegründete Firma Jensen International Automotive übernahm die Rechte am Interceptor S. An dem Unternehmen ist Sir Charles Dunstone beteiligt. Seitdem wird das Fahrzeug mit weiteren Änderungen als Interceptor R angeboten.

## Die heutige Marktlage
Jensen Interceptor sind gesuchte Klassiker. Doch obwohl die Fahrzeuge zu ihrer Zeit ein ähnliches Ansehen genossen wie die Modelle von Aston Martin und teilweise deutlich teurer waren, sind sie als Oldtimer bei Weitem nicht so gefragt, was sich auch in den Preisen ausdrückt. Für einen Jensen Interceptor Mk. 3 in mangelfreiem Zustand wurde 2010 ein Preis von etwa 25.500 Euro veranschlagt; ein Aston Martin V8 in gleichem Zustand ist auf dem Gebrauchtwagenmarkt mehr als doppelt so teuer. Ein Interceptor Convertible ist deutlich teurer als die geschlossene Version, aber auch er bleibt weit hinter den Preisen für einen Aston Martin V8 Volante zurück. Der Grund für die Preisdifferenz zwischen Jensen und Aston Martin wird in der Literatur zumeist in der Verwendung eines weniger prestigeträchtigen amerikanischen Motors gesehen.

## Medien
Im Film Fast & Furious 6 aus dem Jahre 2013 fährt Dominic Torettos Freundin Letty Ortiz einen mattgrauen Jensen Interceptor. In dem Film „Russisches Roulette“, einer britisch-kanadischen Produktion (1975), fährt George Segal einen Jensen Interceptor Saloon. In den ersten beiden Staffeln der BBC-Produktion von Inspector Lynley fährt die Titelfigur einen blauen Interceptor Mk. 3. In der letzten Folge der dritten Staffel der BBC-Produktion Luther fährt Ruth Wilson einen Interceptor.
Auch im Tatort: Die Liebe, ein seltsames Spiel fährt der Hauptverdächtige, Architekt Thomas Jacobi, einen Jensen Interceptor.

## Bilder

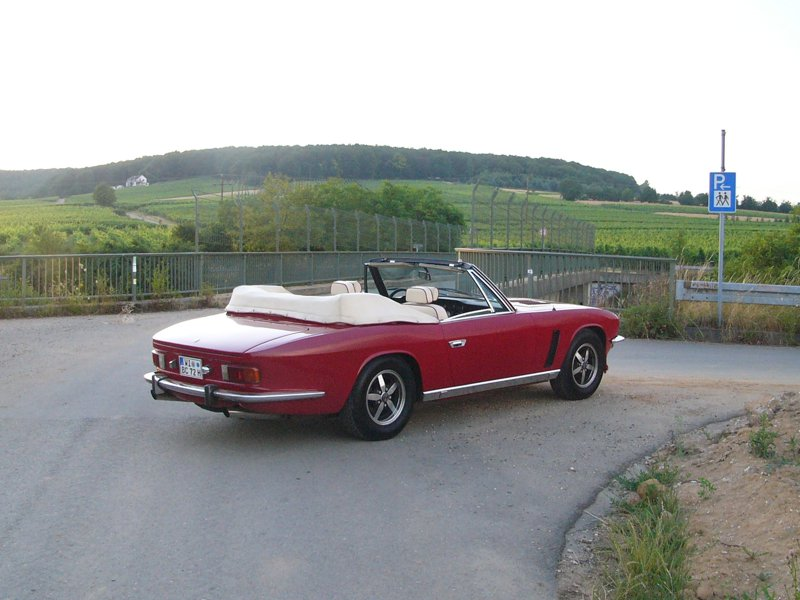
Jensen Interceptor III Convertible (1974)
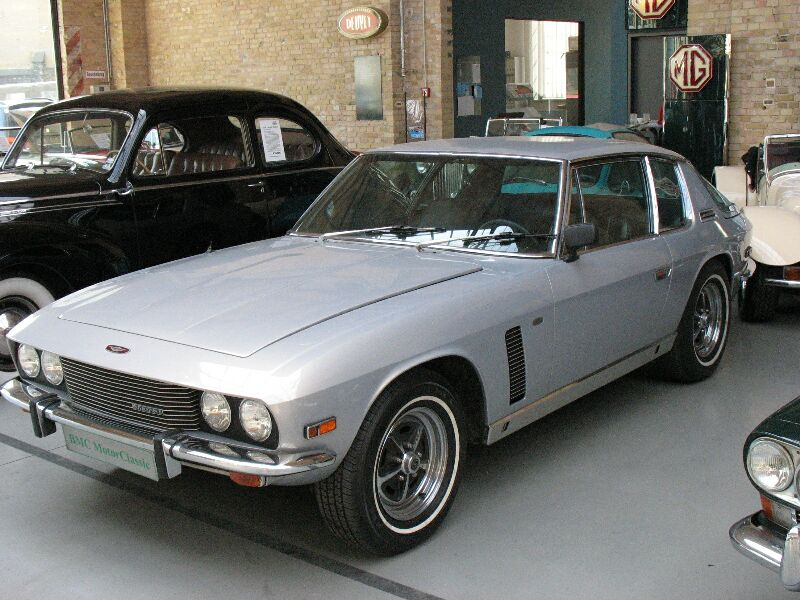
Jensen Interceptor II (1970)
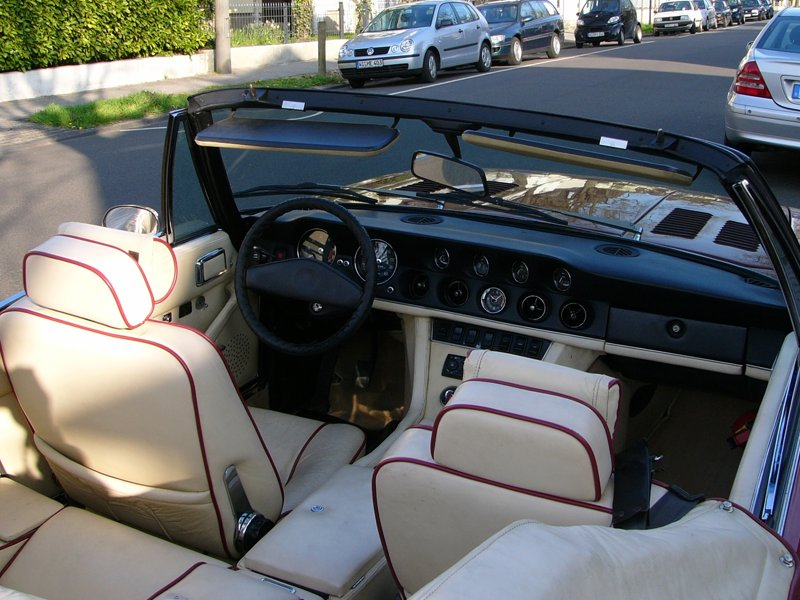
Das Armaturenbrett des Interceptor III bis 1974
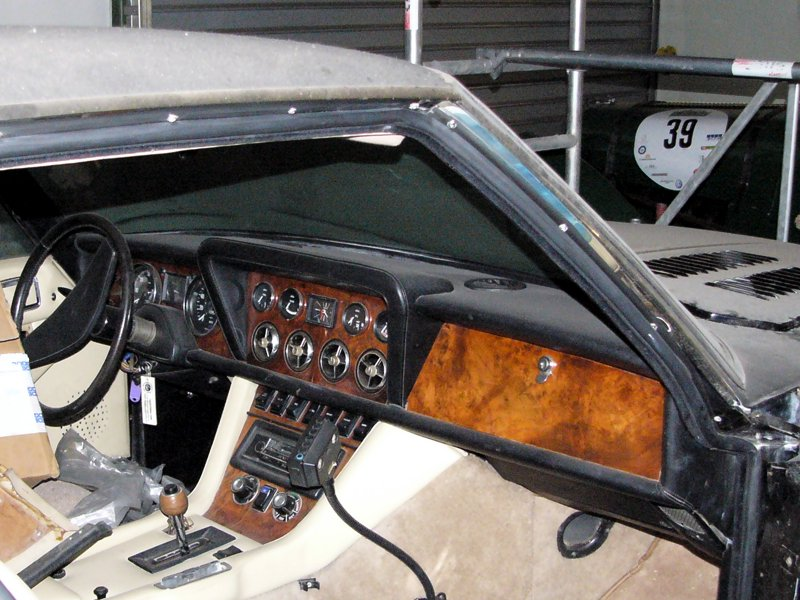
Das edlere Armaturenbrett der späten Fahrzeuge
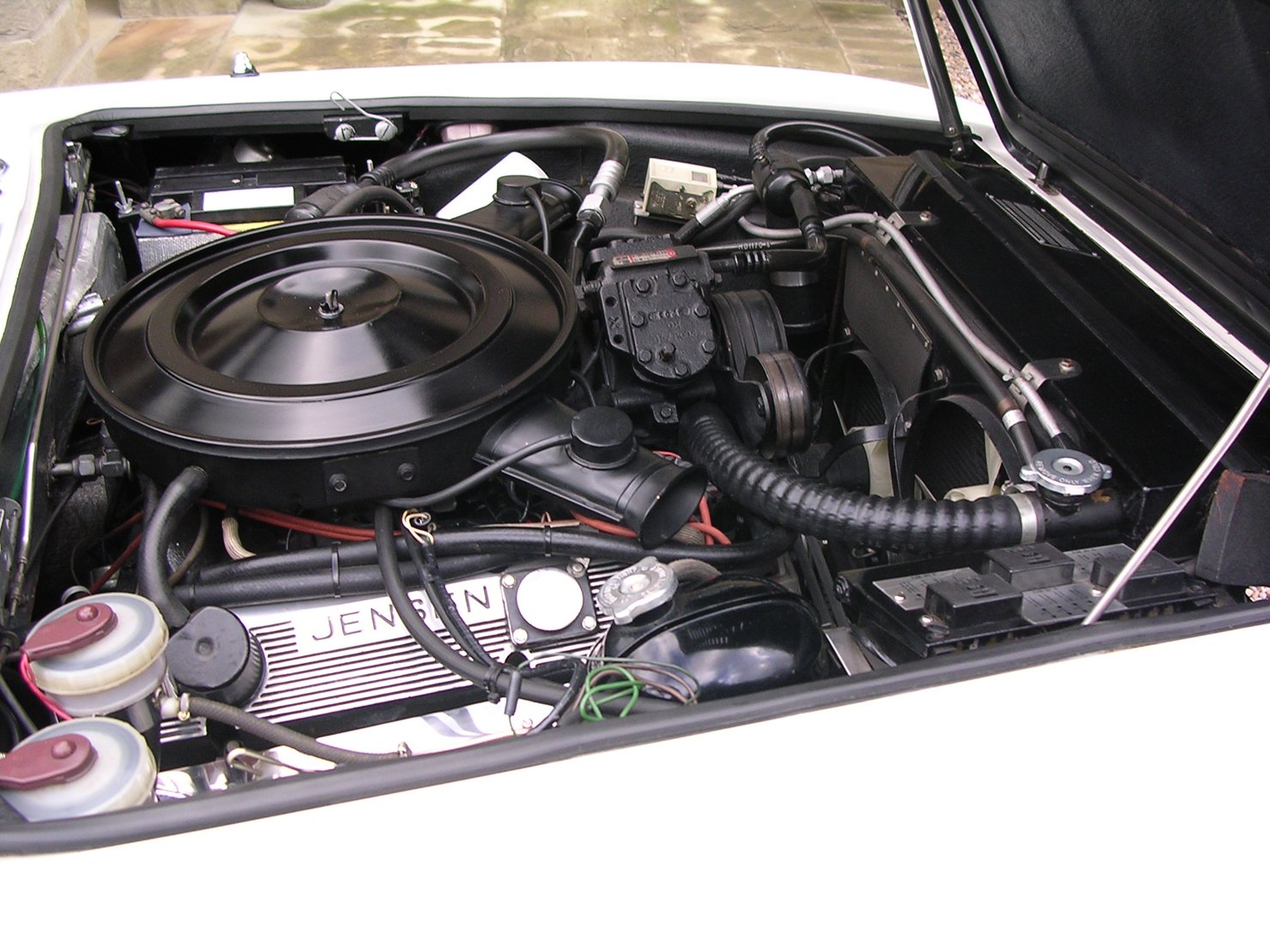
Der 7,2 Liter Chrysler-Motor der Serie III (1974)